# Sucrette
Sucrette（シュクレット）は、京都府を拠点に活動する男女2人組ポップユニット。
サウンドクリエイター奥田英貴が作るカラフルなサウンドに、シホのウィスパーボイスが独自の世界観、ポップソングを生み出している。

## メンバー
- シホ（しほ） ボーカル、作詞
- 奥田英貴（おくだひでたか） サウンド全般

## 来歴
2006年4月、楽曲製作を1人で行っていた奥田が、シホに仮歌を入れてもらったところ、ウィスパーボイスが楽曲にマッチして意気投合。
同年10月、某コンテストにてリスナー賞を受賞後、本格的に活動を開始する。
また2009年にはスペインのレーベル、エレファントレコードと契約し、イギリスでのフェスでオープニングアクトをかざっている。
対バンにはteenage fanclub、La Casa Azul、Camera Obscura、Fitness Forever等。
2008年から2年間、西松屋のCMソングを担当し、全国区で一気に知名度が上昇した。

## サウンド
ギターポップ、ボサノバ、渋谷系の影響を受けた音楽スタイルで、ネオ渋谷系、フューチャーポップにカテゴライズされている。

## ディスコグラフィ

### アルバム
1. 「C'est si bon」 2007年4月7日
2. 「Bon voyage」 2009年5月20日
3. 「C'est si bon plus」 2009年6月24日

### コンピレーション
1. 「my charm 11号 ガーリーライフ」V.A. - 収録曲「Love Prologue」
2. 「HOOK UP RECORDS「前略、7丁目にて・・・」scene#1」V.A. - 収録曲「Computer girl (twinkle pop boy)」
3. 「Beautiful Girls Electro」V.A. - 収録曲「Wendy」
4. 「TOKYO Auto Reverse ～ネオ渋谷系×80's～」V.A. - 収録曲「赤道小町ドキッ」
5. 「Flavor compilation vol.1 「Flavor cycle」」V.A. - 収録曲「croquis」

### TV/CM
- 西松屋（2008年～）
- 阪急交通社トラピックス（2008年）
- 心斎橋PARCO（2008年）
- 森村金属株式会社（2012年）
- ダイキン工業株式会社「うるるとさらら」（2012年）
- ZIP!日本テレビ 天気予報コーナー（2016年～）